# 2023年カンボジア国民議会選挙
2023年カンボジア国民議会選挙（2023ねんカンボジアこくみんぎかいせんきょ、クメール語: ការបោះឆ្នោតសកលឆ្នាំ ២០២៣ នៅកម្ពុជា）は、2023年7月23日にカンボジアで行われた議会（国民議会）議員の総選挙である。

## 概要
国民議会議員の任期5年が満了したことに伴って行われた選挙で八つの政党が参加した。このうち、議席を獲得したのは与党・カンボジア人民党（120議席）と野党・フンシンペック（5議席）の2党で、人民党が連続して議席をすべて独占することに対する欧米からの批判をかわすため、人民党がフンシンペックの議席獲得を容認したとの見方が出ている。
総選挙後の7月26日に首相であるフン・センが辞任表明したことにより、8月22日には息子であるフン・マネットへの権力世襲が行われる。事前に与党の人民党中央委員会は2021年12月24日に、フン・センの息子であるフン・マネットを後任の首相候補として全会一致で承認した。
選挙前の2023年3月3日、元カンボジア救国党党首ケム・ソカーが外国勢力と共謀して政府を打倒した疑いで懲役27年の判決を受けた。この判決は人権団体、米国大使館、国連人権委員によって非難された。

## 選挙データ

### 内閣
- 第5次フン・セン内閣（第6代）
  - 首相：フン・セン（第2代）※ カンボジア人民党議長
  - 与党：カンボジア人民党

### 公示日
- 2023年7月1日

### 投票日
- 2023年7月23日

### 改選数
- 125（）

### 選挙制度
- 厳正拘束名簿式比例代表制

#### 投票方法
秘密投票、単記投票、1票制

#### 選挙権
満18歳以上のカンボジア国民

#### 被選挙権
満25歳以上のカンボジア国民

#### 有権者数
9,710,655

## 選挙結果

### 党派別獲得議席
|                                   |                          |                    |                    |           |        |        |
| 政党                              | 政党                     | 獲得 議席          | 増減               | 得票数    | 得票率 | 改選前 |
|                                   | カンボジア人民党         | 120                | 005                | 6,398,311 | 76.85% | 115    |
|                                   | フンシンペック           | 5                  | 005                | 716,490   | 9.22%  | 0      |
|                                   | クメール国民統一党       | 0                  | 増減なし           | 134,285   | 1.73%  | 新党   |
|                                   | カンボジア青年党         | 0                  | 増減なし           | 97,412    | 1.25%  | 0      |
|                                   | 神智学党                 | 0                  | 増減なし           | 84,030    | 1.08%  | 0      |
|                                   | カンボジア先住民族民主党 | 0                  | 増減なし           | 52,817    | 0.68%  | 0      |
|                                   | クメール反貧困党         | 0                  | 増減なし           | 40,096    | 0.52%  | 0      |
|                                   | クメール統一党           | 0                  | 増減なし           | 36,526    | 0.47%  | 0      |
|                                   | グラスルーツ民主党       | 0                  | 増減なし           | 35,416    | 0.46%  | 0      |
|                                   | クメール経済開発党       | 0                  | 増減なし           | 26,093    | 0.34%  | 0      |
|                                   | エクピアップ・チェート党 | 0                  | 増減なし           | 25,261    | 0.32%  | 新党   |
|                                   | カンボジア民族党         | 0                  | 増減なし           | 23,197    | 0.30%  | 0      |
|                                   | 女性のための女性党       | 0                  | 増減なし           | 22,843    | 0.29%  | 新党   |
|                                   | クメール保守党           | 0                  | 増減なし           | 20,968    | 0.27%  | 新党   |
|                                   | 蜂の巣社会民主党         | 0                  | 増減なし           | 20,210    | 0.26%  | 0      |
|                                   | 人民パーパス党           | 0                  | 増減なし           | 13,831    | 0.18%  | 新党   |
|                                   | 民主主義勢力党           | 0                  | 増減なし           | 13,704    | 0.18%  | 新党   |
|                                   | クメール農民党           | 0                  | 増減なし           | 12,786    | 0.16%  | 0      |
| 総計                              | 総計                     | 125                | 増減なし           | 6,362,241 | 100.0% | 125    |
| 有効票数（有効率）                | 有効票数（有効率）       | 有効票数（有効率） | 有効票数（有効率） | 7,774,276 | 100.0% |        |
| 無効票数（無効率）                | 無効票数（無効率）       | 無効票数（無効率） | 無効票数（無効率） | 440,154   | 5.36%  |        |
| 投票者数（投票率）                | 投票者数（投票率）       | 投票者数（投票率） | 投票者数（投票率） | 8,214,430 | 84.59% |        |
| 棄権者数（棄権率）                | 棄権者数（棄権率）       | 棄権者数（棄権率） | 棄権者数（棄権率） | 1,496,225 | 15.41% |        |
| 有権者数                          | 有権者数                 | 有権者数           | 有権者数           | 9,710,655 | 84.59% |        |
| 出典：National Election Committee |                          |                    |                    |           |        |        |